# Cyprian Granbichler

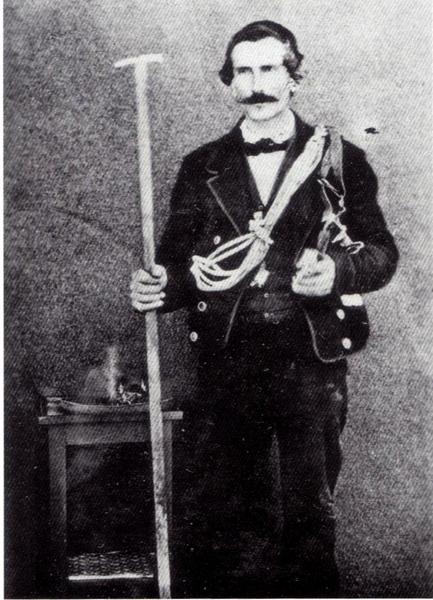
Cyprian Granbichler

Cyprian Granbichler (* März 1835 in Sölden; † 8. November 1868 oberhalb der Rofenhöfe bei Vent) war ein österreichischer Bergführer. Zusammen mit dem Gletscherpfarrer Franz Senn erkundete er die Ötztaler Alpen, wobei ihnen mehrere Erstbesteigungen bzw. Erstbegehungen gelangen.

## Leben
Cyprian Granbichler wurde im März 1835 als einziges Kind seiner Mutter in Sölden geboren, wo er auch seine Jugendjahre verbrachte. Er lernte das Handwerk des Zimmermanns, das er in späteren Jahren noch im Frühling und Herbst ausübte.
Obwohl seine im Alter von 20 Jahren erfolgte Einberufung zu den Kaiserjägern an Plattfüßen gescheitert war, betätigte er sich in den Jahren 1861 und 1862 zunächst als Fremdenführer. Seine Touren beschränkten sich in diesen beiden Jahren auf Ziele wie Gurgl, Vent, Timmelsjoch, Pitztaler Jöchl. Ab 1863 nutzte Granbichler Vent als Standquartier für seine Führungen. Zunächst begleitete er andere Führer, um dann ab 1865 als eigenständiger Führer zu wirken. Ziele waren unter anderem Similaun, Ramoljoch und Langtauferer Joch sowie, zusammen mit Franz Senn, die Talleitspitze, Wildspitze, Weißkugel und als Erstbesteigungen die Finailspitze, Vernagtspitze sowie die Kreuzspitze.

## Tod

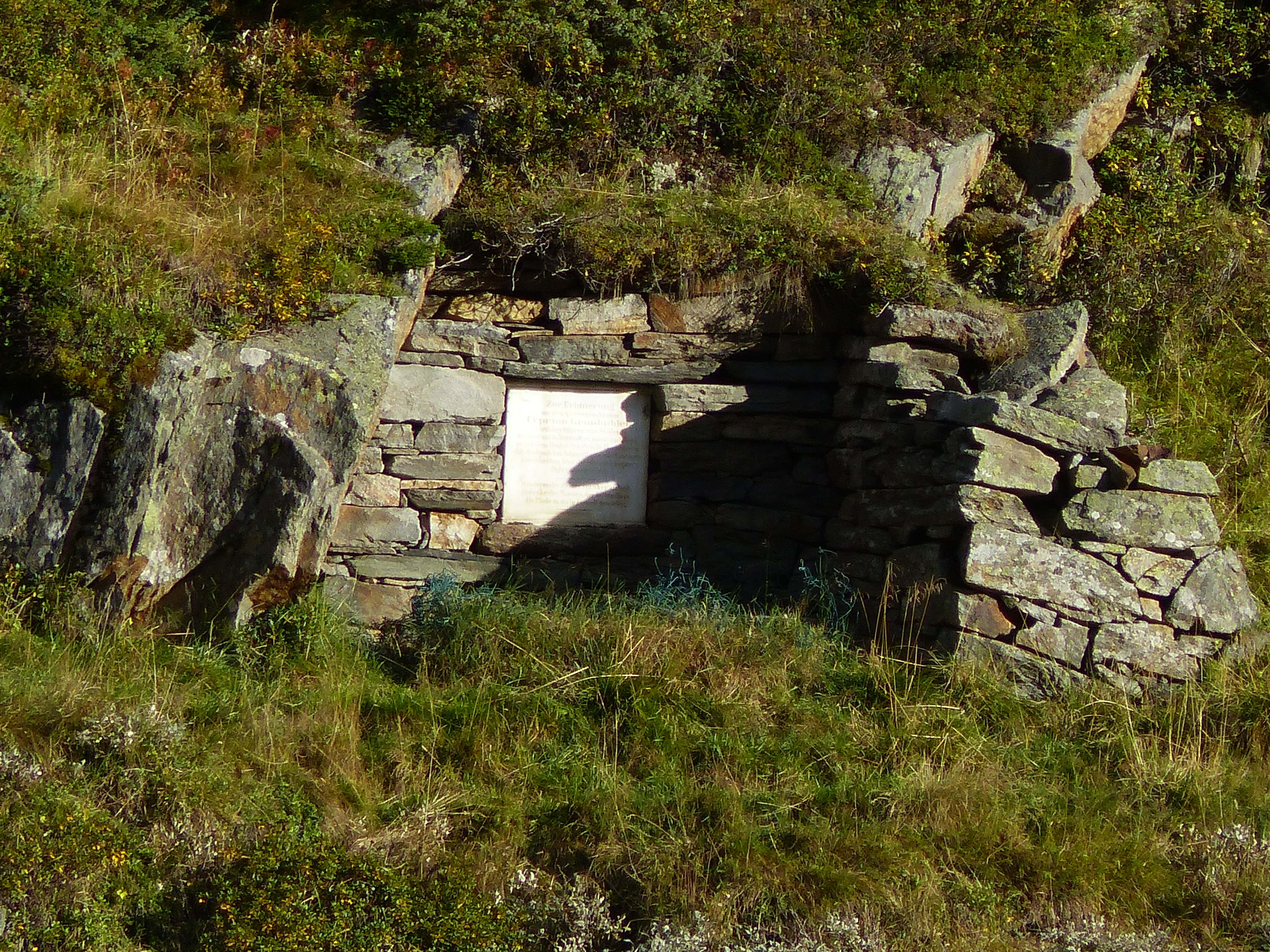
Denkmal für Cyprian Granbichler am Sterbeort (Blick vom heutigen Cyprian-Granbichler-Weg)

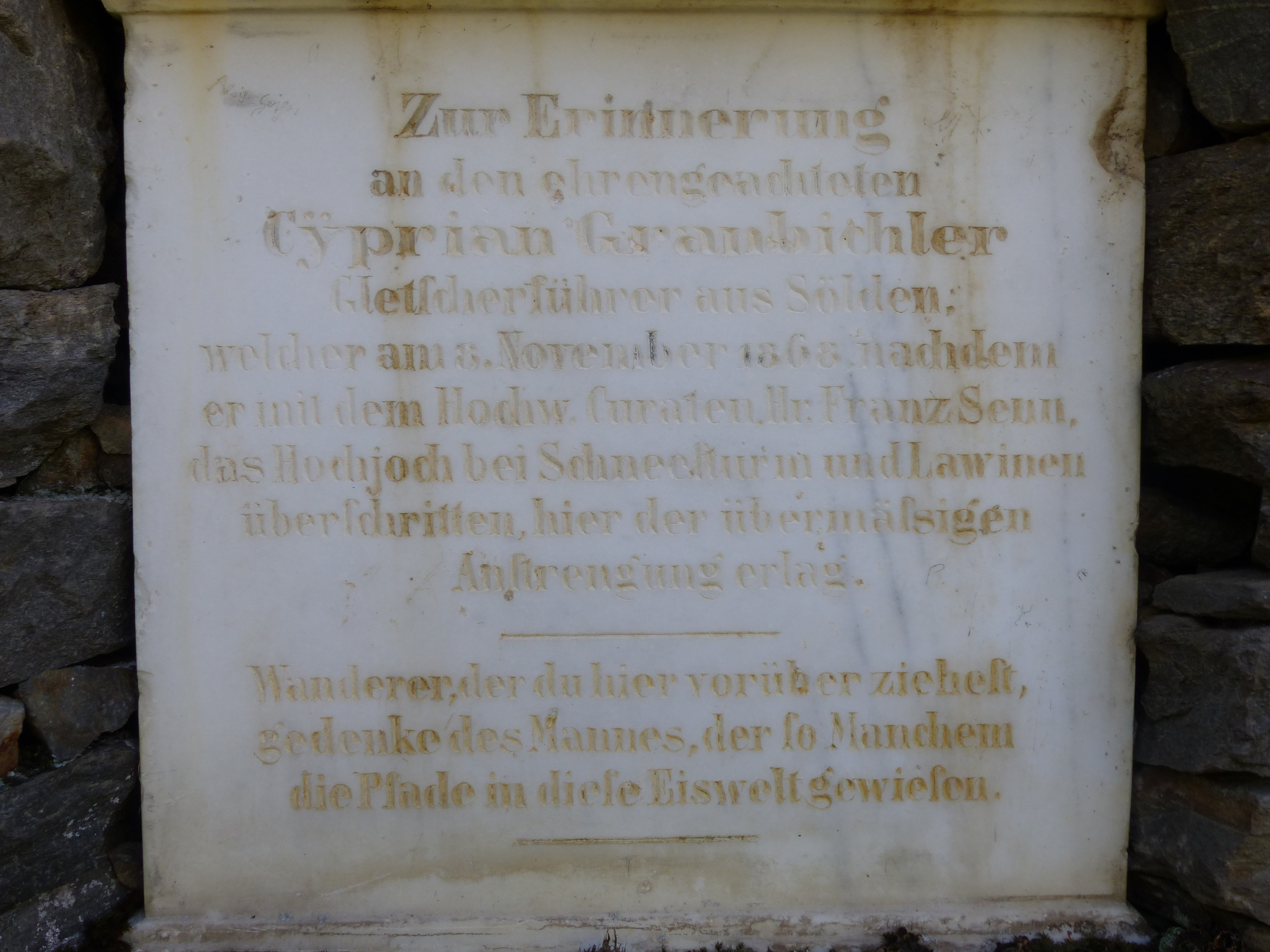
Inschrift des Denkmals

Auf der zweiten Tagesetappe des Rückwegs von einem knapp zweiwöchigen Erholungsaufenthalt in Meran wurden Granbichler und sein Begleiter Franz Senn am 7. November 1868 am Hochjoch von einem Wetterumschwung überrascht. Durch hohen Neuschnee konnten sie den Abstieg nach Vent nur äußerst mühsam und zeitraubend, auch während der Nacht, bewältigen. Senn erreichte die Rofenhöfe knapp 30 Stunden nach dem Aufbruch in Kurzras. Granbichler selbst war kurz vor den Rofenhöfen erschöpft zusammengebrochen. Der ihm zu seiner Rettung entgegeneilende Rofenbauer fand Granbichler zwar noch lebend vor, konnte ihm aber nicht mehr helfen.

## Ehrungen
Bereits in den Folgejahren nach Granbichlers Tod war am Sterbeort, etwa 100 m oberhalb des Roten Baches, ein Denkmal errichtet worden. Da über den Roten Bach keine Brücke mehr führt, ist es nur mühsam erreichbar, kann aber vom heutigen Cyprian-Granbichler-Weg auf der gegenüberliegenden Talseite ungefähr auf Höhe der Talstation der Materialseilbahn zur Vernagthütte erkannt werden. Die Inschrift lautet:

„Zur Erinnerung an den ehrengeachteten Cyprian Granbichler, Gletscherführer aus Sölden, welcher am 8. November 1868, nachdem er mit dem Hochw. Curaten Hr. Franz Senn das Hochjoch bei Schneesturm und Lawinen überschritten, hier der übermäßigen Anstrengung erlag – Wanderer, der Du hier vorüber ziehest, gedenke des Mannes, der so Manchem die Pfade in diese Eiswelt gewiesen.“

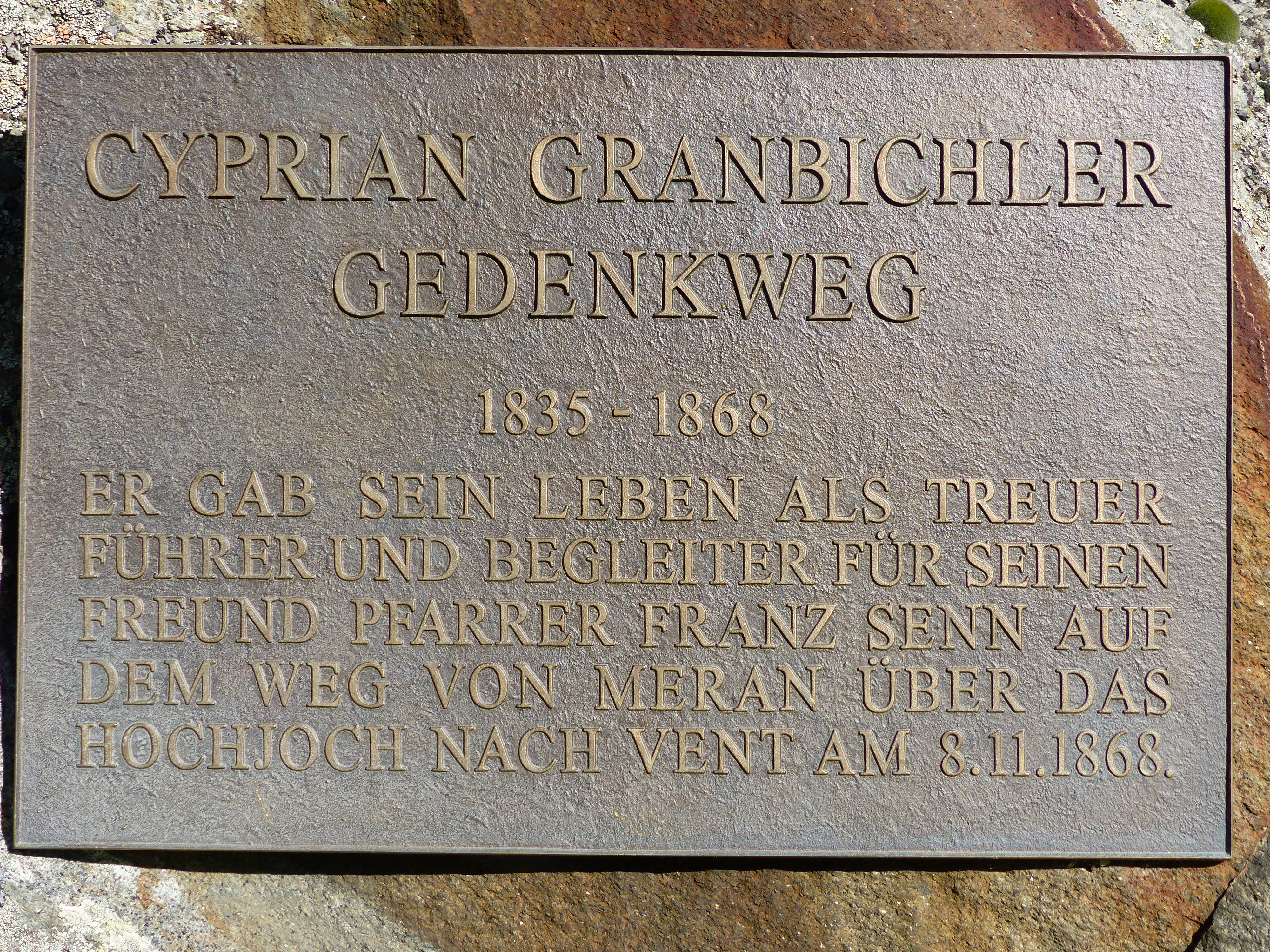
Gedenktafel für Cyprian Granbichler am Hochjochhospiz

Der Bergpfad durch das Rofental, der anders als zu den Zeiten von Granbichler und Senn heute auf der linken Seite der Rofenache verläuft, wurde 2003 in Cyprian-Granbichler-Weg umbenannt. Die vorherige Benennung nach Waldemar Titzenthaler wurde aufgrund seines zutiefst antisemitischen Verhaltens aufgegeben.

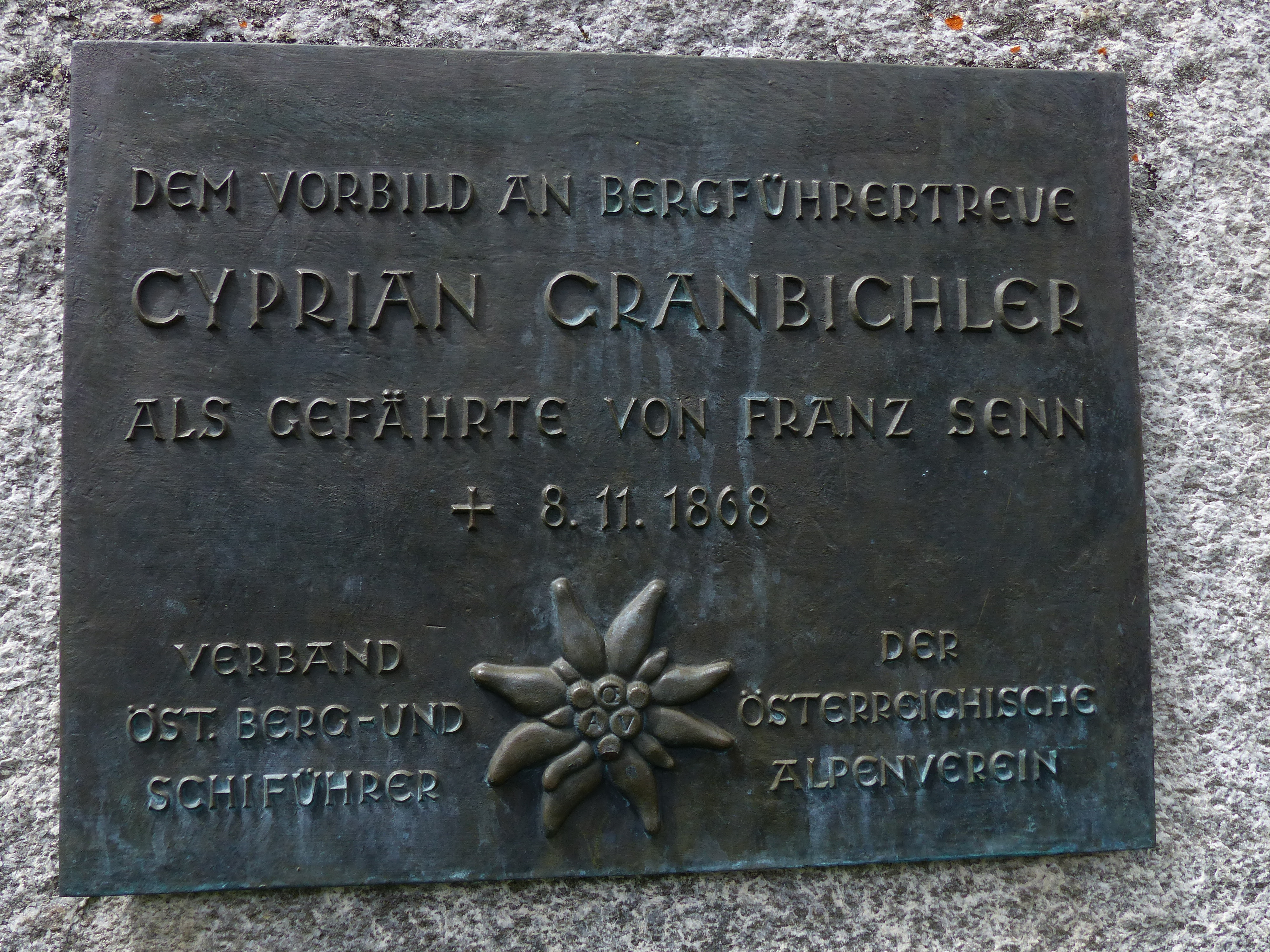
Gedenkplakette in Vent

In Vent erinnert am Abzweig nach Rofen eine Gedenktafel an Granbichler, die vom Verband der Österreichischen Berg- und Schiführer sowie vom Österreichischen Alpenverein errichtet wurde.